# Adopția în Roma Antică
Adopția în Roma Antică a fost practicată și efectuată de clasele superioare; un număr mare de adopții au fost efectuate de către clasa senatorială. Succesiunea și moștenirea familiei erau foarte importante; prin urmare, romanii aveau nevoie de modalități de a-și transmite averea și numele atunci când nu puteau produce un moștenitor masculin. Adopția a fost una dintre puținele modalități de a garanta succesiunea, așa că adoptarea tinerilor bărbați în casele familiilor de rang înalt a devenit o normă. Datorită legilor moștenirii romane (Falcidia Lex), femeile aveau foarte puține drepturi sau capacitatea de a moșteni averi. Acest lucru le-a făcut mai puțin valoroase pentru adopție. Cu toate acestea, femeile erau încă adoptate și era mai frecvent ca ele să fie căsătorite cu o familie influentă.
Multe mari personalități romane au fost adoptate, printre care se numără Augustus (adoptat de Cezar), Traian (adoptat de Nerva), Hadrian (de către Traian), Marcus Aurelius (de Antoninus Pius), etc.